# Sammetsand
Sammetsand (Netta erythrophthalma) är en andfågel med en ovanlig utbredning i både Afrika och Sydamerika. Arten minskar i antal, men beståndet anses vara livskraftigt på grund av det stora utbredningsområdet.

## Utseende och läte

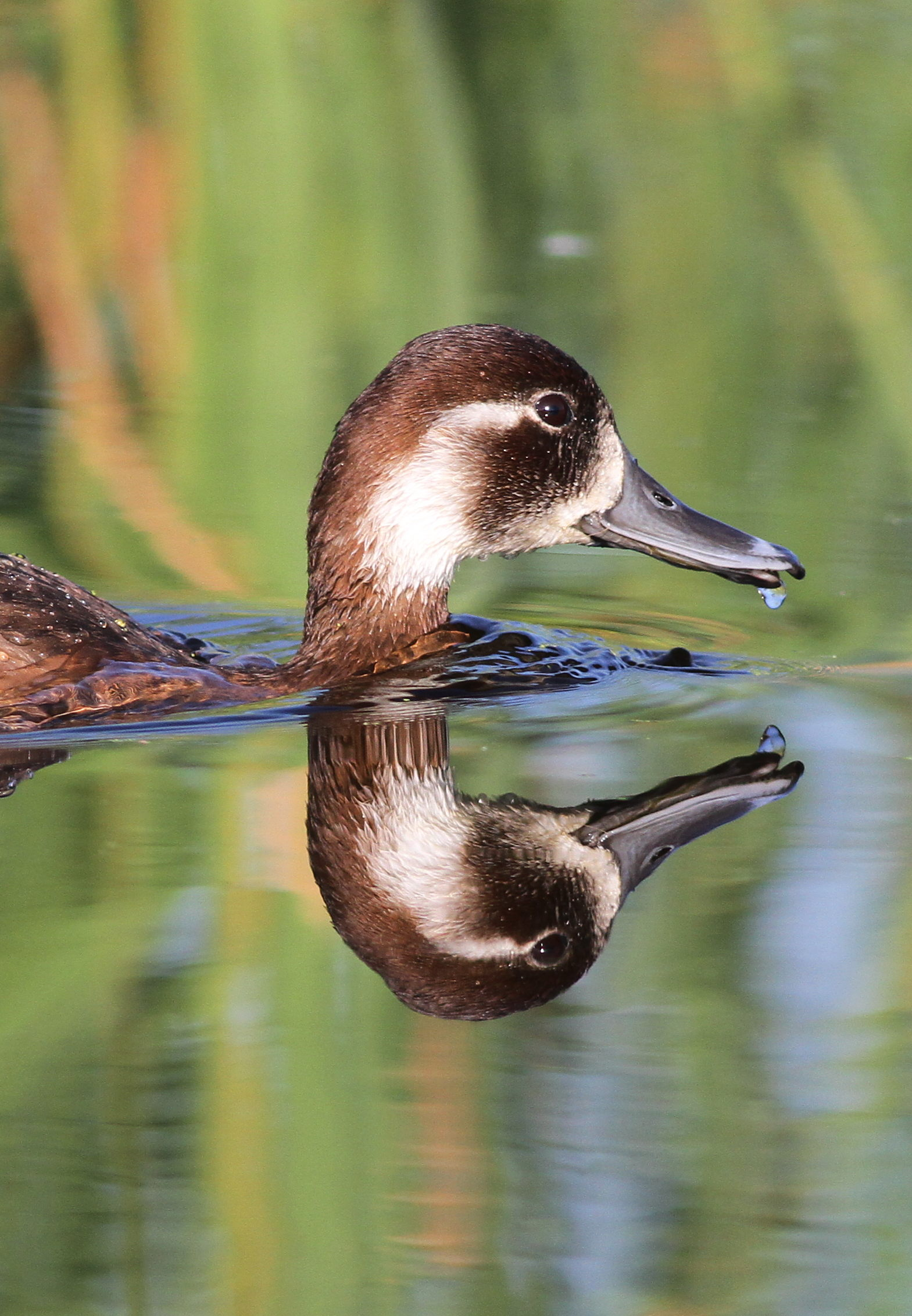
Honans karakteristiska ansiktsteckning.

Sammetsanden är en relativt stor (48-51 centimeter) och mörk dykand. Hanen är glänsande mörkbrun med ljusare, kastanjebruna flanker, blekblå näbb och starkt röda ögon. Honan är mörkbrun med en blek fläck vid näbbroten och en blek halvmåne från bakom ögat ner till halsen. I flykten syns ett tydligt vitt vingband som sträcker sig ända ut till handpennorna. I jämförelse med brunand är den mörkare, och den är större än både vigg och vitögd dykand. Hanen yttrar en gnällande läte, honan ett kvackande.

## Utbredning och systematik
Sammetsanden har en ovanlig utbredning med förekomst dels i norra Sydamerika, dels lokalt i Afrika söder om Sahara. Den delas upp i två underarter med följande utbredning:
- Netta erythrophthalma erythrophthalma – förekommer i norra Sydamerika
- Netta erythrophthalma brunnea – förekommer lokalt i Afrika från Sudan och Etiopien till Sydafrika

Den är delvis flyttfågel och förflyttar sig både lokalt och stora avstånd i södra Afrika. Den tros samla sig i de centrala delarna av utbredningsområdet i Afrika (Zambia, Tanzania) för att häcka. Tillfälligt har den påträffats i Israel.
Arten är troligen inte nära släkt med de övriga i Netta utan snarare systerart till Aythya-änderna.

## Levnadssätt

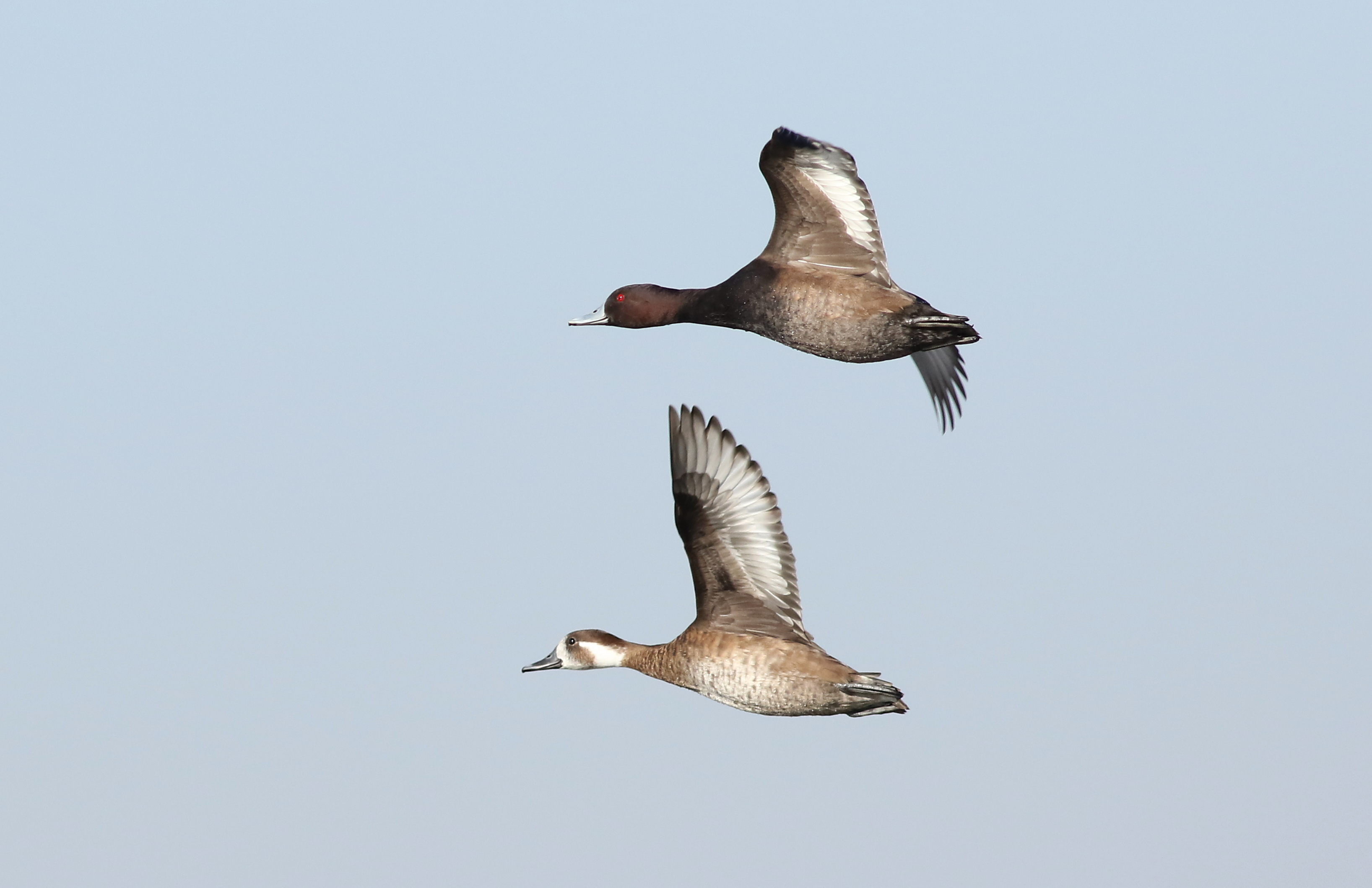
Ett par av sammetsand i flykten.

### Vistelseort
Fågeln förekommer i de flesta sötvattensmiljöer med riklig undervattensvegetation, ibland även i bräckt vatten, från havsnivån till 2.400 meter över havet i Östafrika. Nyligen har den setts kolonisera av människan skapade dammar och risfält i Sydamerika, men ses mycket sällan på land. Den undviker generellt floder, forsar, väldigt grunda tillfälliga dammar och översvämmade områden.

### Föda
Sammetsanden livnär sig främst av vegetabilier, framför allt frön men också rötter och växtdelar, men också smådjur som skalbaggar, sniglar, myror, halvvingar och kräftdjur. Fågeln födosöker under dagen, ibland även nattetid, och är mest aktiv tidiga morgnar och kvällar.

### Häckning
Under häckningstid påträffas fågeln oftast i par eller smågrupper. Den häckar vanligtvis mot slutet av regnsäsongen. Boet göms väl i papyrus eller vass precis ovanför vattenlinjen eller i gräs en bit bort. Bon har också påträffats på dammväggar, i gamla jordsvinbon och i andra sjöfåglars använda bon.

### Utanför häckningstid
Efter häckning samlas sammetsänder i större grupper, med flockar på flera hundra och upp till 5.000 påträffade. De riktigt stora ansamlingarna ses under torrsäsongen. I Sydafrika ruggar fåglarna och blir flygoförmögna en månad mellan augusti och september. Under den tiden samlas de ofta ute på öppet vatten.

## Status
Arten tros minska, i Sydamerika till följd av habitatförstörelse, i Afrika på grund av att de fastnar i fiskenät och att våtmarker omvandlas till jordbruksmark. Eftersom fågeln har så stort utbredningsområde kategoriserar IUCN sammetsand trots detta som livskraftig.

## Namn
Fågeln kallades på svenska tidigare sydlig brunand men fick nytt namn eftersom den inte är särskilt nära släkt med brunanden.